# Gynoplistia (Gynoplistia) hamiltoni
Gynoplistia (Gynoplistia) hamiltoni is een tweevleugelige uit de familie steltmuggen (Limoniidae). De soort komt voor in het Australaziatisch gebied.